# Alice Seiffert
Alice Seiffert, geb. Cohn (* 26. August 1897 in Leipzig; † 17. März 1976) war eine von den Nationalsozialisten verfolgte jüdische deutsche Übersetzerin. Sie war in der DDR eine der wichtigsten Übersetzerinnen französischer Weltliteratur.

## Herkunft und Familie
Alice Cohn kam aus einer alteingesessenen wohlsituierten jüdischen Leipziger Kaufmannsfamilie. Ihr Vater David (1857–1927) betrieb eine Leinen- und Baumwollwaren-Großhandlung. Ihre Mutter Gertrud geb. Prochownik (1972–1942) wurde von den Nationalsozialisten in das KZ Theresienstadt verschleppt, wo sie umkamen. Ihr Bruder Alfred Cohn (1894–1954) war Arzt und konnte aus Nazi-Deutschland in den Iran emigrieren. Ein enges Verhältnis bestand zu ihrem Onkel Max Prochownik (1884–1969), der in Leipzig-Lindenau als Arzt praktizierte und dem ebenfalls die Emigration gelang. Einer ihrer Cousins war Kurt Cohn.

## Leben und Werk
Alice Cohn machte 1917 an einer Städtischen Höheren Mädchenschule in Leipzig das Abitur und studierte in Leipzig und München Medizin. Weil der ärztliche Beruf jedoch nicht ihren Neigungen entsprach, widmete sie sich der Kunst- und Sprachwissenschaft und arbeitete freiberuflich als Autorin und Übersetzerin. 1923 heiratete sie Hans Seiffert. Ihre ersten in Zeitschriften publizierten Übersetzungen waren Ende der 1920er Texte von Maupassant und Prosper MeriméeNach der Machtergreifung wurde sie als Jüdin mit Berufsverbot für geistige Berufe belegt. Es gab Schikanen und Hausdurchsuchungen durch die Gestapo. In der Hoffnung, damit weiteren Verfolgungen zu entgehen, trat Alice Seiffert 1940 aus der Jüdischen Religionsgemeinde aus. 1942 wurde sie zur Arbeit in einem Leipziger Metallbetrieb dienstverpflichtet. 1943 wurde ihre Wohnung in der Humboldtstraße 20 durch Bomben zerstört, und sie zog mit ihrem Mann in die Wettiner Straße 3. Noch im Februar 1945 wurde Alice Seiffert in das KZ Theresienstadt verschleppt. Dort arbeitete sie in der jüdischen Selbstverwaltung als Bibliothekarin und dann als Schreibkraft in der Kanzlei des Bezirksoberarztes. Nach dem Ende des Naziregimes kam sie am 21. Juni 1945 unterernährt und schwerkrank nach Leipzig zurück. Dort begann sie wieder schriftstellerisch zu arbeiten. Zunächst schrieb sie Beiträge für Tageszeitungen, u. a. „Arbeiter erkämpfen den Aufbau“ und „Jüdischer Alltag im Dritten Reich“, in denen sie ihre antifaschistisch-demokratische Haltung zum Ausdruck brachte. Ab 1949/1950 arbeitete sie gemeinsam mit ihrem Mann und ab 1953 auch zunehmend allein freiberuflich als Übersetzerin vor allem von Werken der Weltliteratur, insbesondere aus dem Französischen, aber auch aus dem Spanischen, Englischen und US-amerikanischen, wobei sie den größeren Beitrag leistete. Das erste von ihnen übersetzte Buch war Alphonse Daudets Tartarin von Tarascon, das 1950 im Reclam Verlag Leipzig mit Illustrationen von Hans Engels erschien. Für Figaros Hochzeit von Beaumarchais (1953 bei Reclam) wurden sie 1956 in einem Übersetzerwettbewerb mit dem Ersten Preis des Ministeriums für Kultur geehrt.
1951 erhielt Alice Seiffert die Anerkennung als Verfolgte des Naziregimes. Sie war Mitglied des Kulturbunds und ab 1952 der Sektion Übersetzer des Deutschen Schriftstellerverbands, trat aber keiner Partei bei. Ungeachtet ihres Austritts aus der Jüdischen Religionsgemeinde pflegte sie Kontakte zu einem jüdischen Hilfswerk in Schweden.
Alice Seiffert und ihr Mann wurden auf dem evangelisch-lutherischen Friedhof Leipzig-Lindenau in der VII. Abteilung beigesetzt.
Der Nachlass des Ehepaars befindet sich im Staatsarchiv Leipzig.

## Rezeption
„Die subtile Beschäftigung mit erlauchten Geistern hat Sie in Ihrer Übersetzungskunst jung, zart, treffsicher und doch natürlich erhalten.“
Rudolf Marx

## Weblink
- https://www.leipzig.de/jugend-familie-und-soziales/frauen/1000-jahre-leipzig-100-frauenportraets/detailseite-frauenportraets/projekt/seiffert-alice-geborene-cohn/